# Coleophora minaxella
Coleophora minaxella é uma espécie de mariposa do gênero Coleophora pertencente à família Coleophoridae.